# Ponte di Chiaia
Il ponte di Chiaia è un ponte di Napoli che collega la zona di San Carlo alle Mortelle con la collina di Pizzofalcone. Il ponte è ubicato al di sopra di via Chiaia.

## Storia
Fu costruito nel 1636 dal viceré Manuel de Acevedo y Zúñiga conte di Monterey per collegare la collina di Pizzofalcone e per questo venne chiamato inizialmente "ponte Monterey".
Per raggiungere il livello superiore della strada di Chiaia venne costruita una ripida rampa che Ferdinando IV decise di eliminare, cosa che non avvenne.
Su questa rampa il famoso padre Rocco, che tanta influenza aveva a corte, aveva fatto porre un grande crocifisso, il cui fine principale era quello di assicurare una decente illuminazione notturna grazie ai tanti lumini che la devozione popolare poneva al di sotto delle effigi sacre.
Il ponte mantenne il suo semplice e rozzo aspetto fino a quando, per problemi statici, fu restaurato nel 1834 da Orazio Angelini secondo lo stile neoclassico: la rampa fu sostituita da una tromba di scale, inoltre fu decorato sul lato di piazza Trieste e Trento da fregi in marmo eseguiti da Tito Angelini e Gennaro Calì, mentre sul lato opposto, verso piazza dei Martiri, da due cavalli opera di Tommaso Arnoud.
Il professor Raffaele D'Ambra inserì nella sua opera Napoli antica del 1889 una raffigurazione del ponte prima della sistemazione del 1834; in essa sono visibili oltre al ponte (al suo stato originario) anche il grande crocifisso di padre Rocco e la ripida rampa.

## Descrizione
Il ponte presenta solo una delle due arcate che lo compongono, per via dei palazzi costruiti in seguito.
Lo stemma dei Savoia ha sostituito quello dei Borbone dopo l'Unità.
Sotto il ponte sono presenti due lapidi che riguardano la costruzione e l'abbellimento ottocentesco. La seconda fu dettata dal canonico epigrafista Francesco Rossi.
Alla sinistra del ponte, per chi viene da piazza Trieste e Trento, sorge l'ascensore Chiaia, grazie al quale è possibile raggiungere velocemente via Giovanni Nicotera, la strada che passa sul ponte. L'ascensore è inserito nella scala a tre livelli che sostituì la rampa.